# Benjamin Franklin Medal (American Philosophical Society)

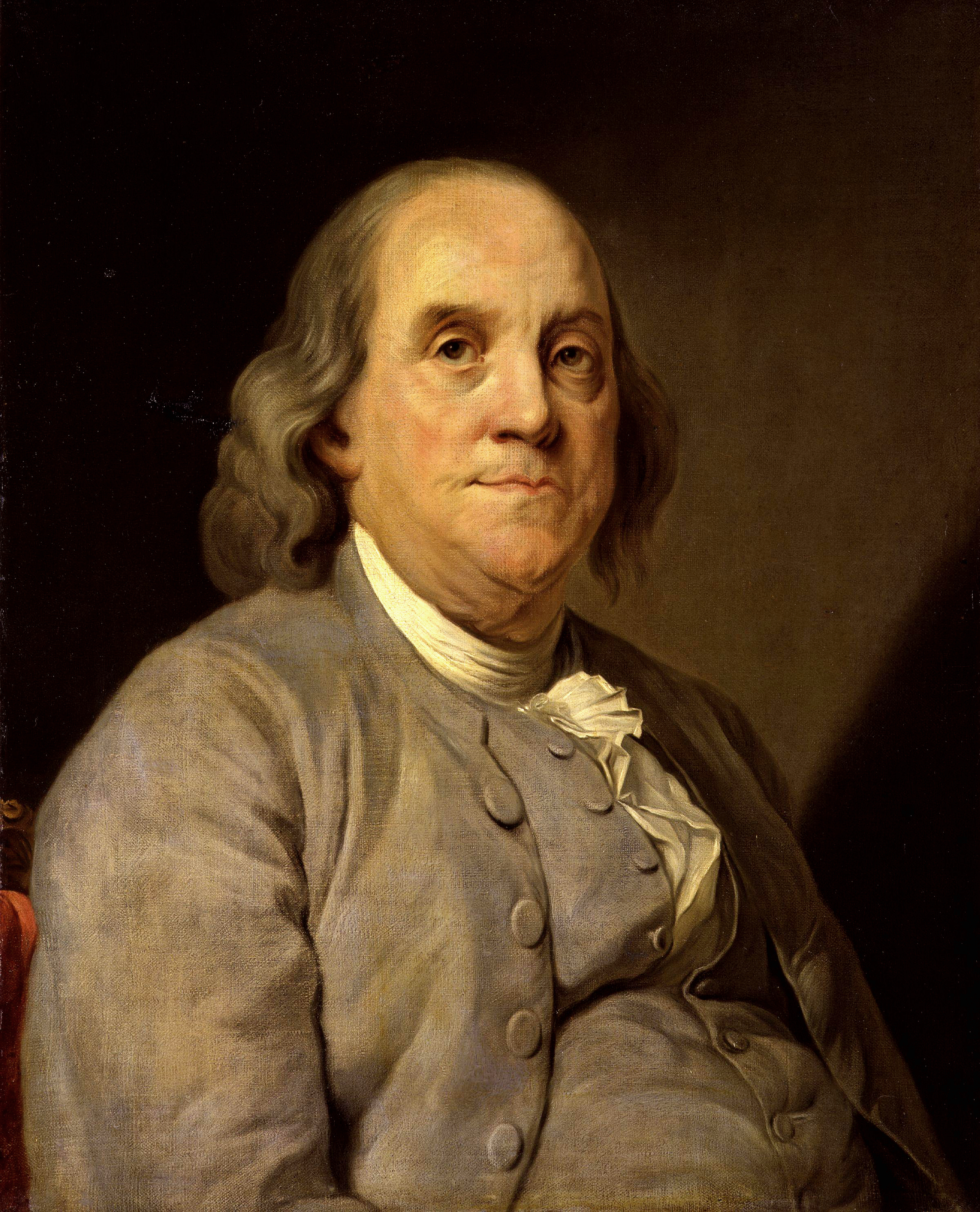
Benjamin Franklin (1706–1790) – Porträt von Joseph Duplessis (um 1785)

Die Benjamin Franklin Medal ist eine Auszeichnung der American Philosophical Society, die in ihrer über hundertjährigen Geschichte über lange Zeiträume nicht vergeben und mehrfach umgewidmet wurde.

## Die Medaille

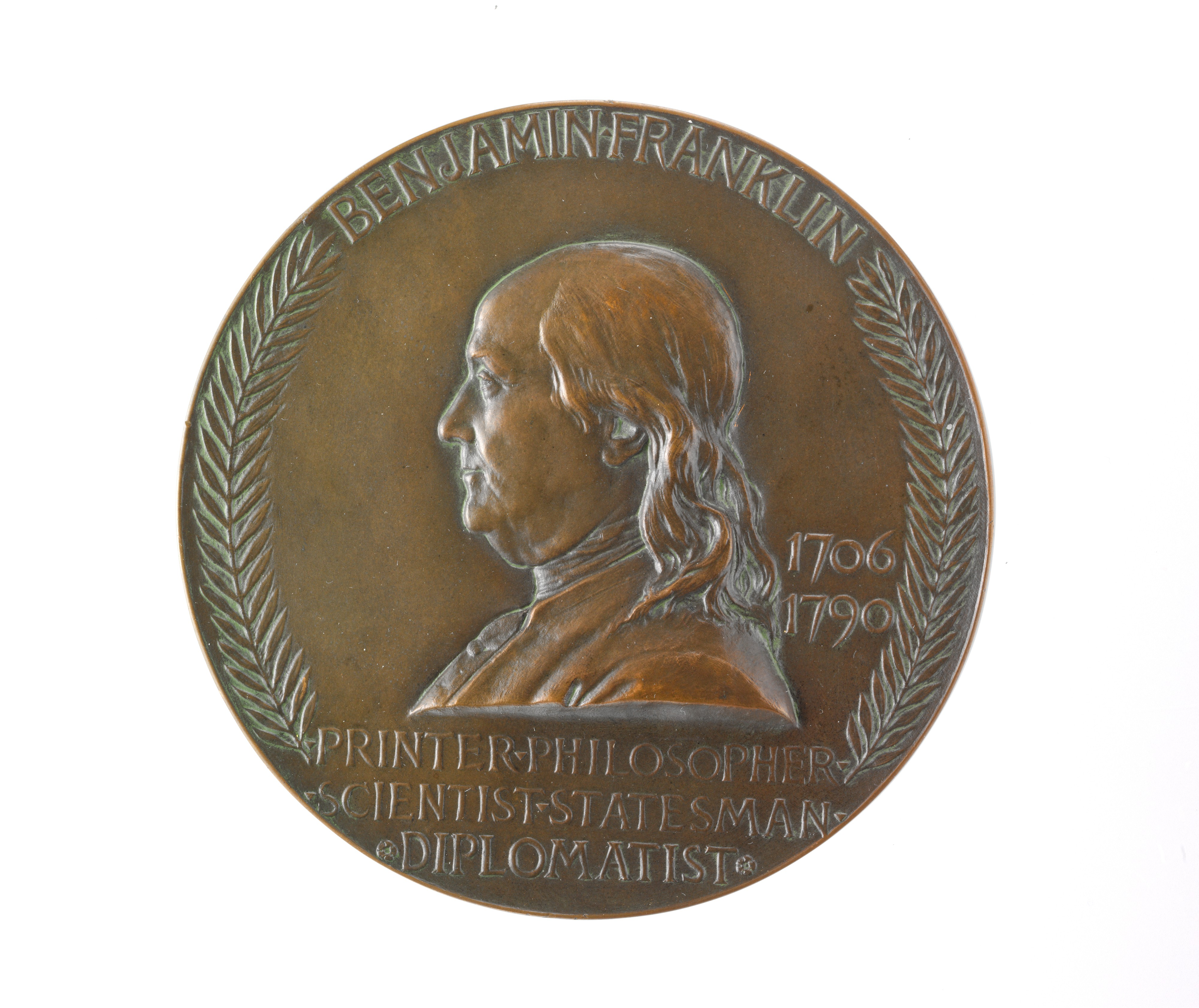
Vorderseite der Medaille

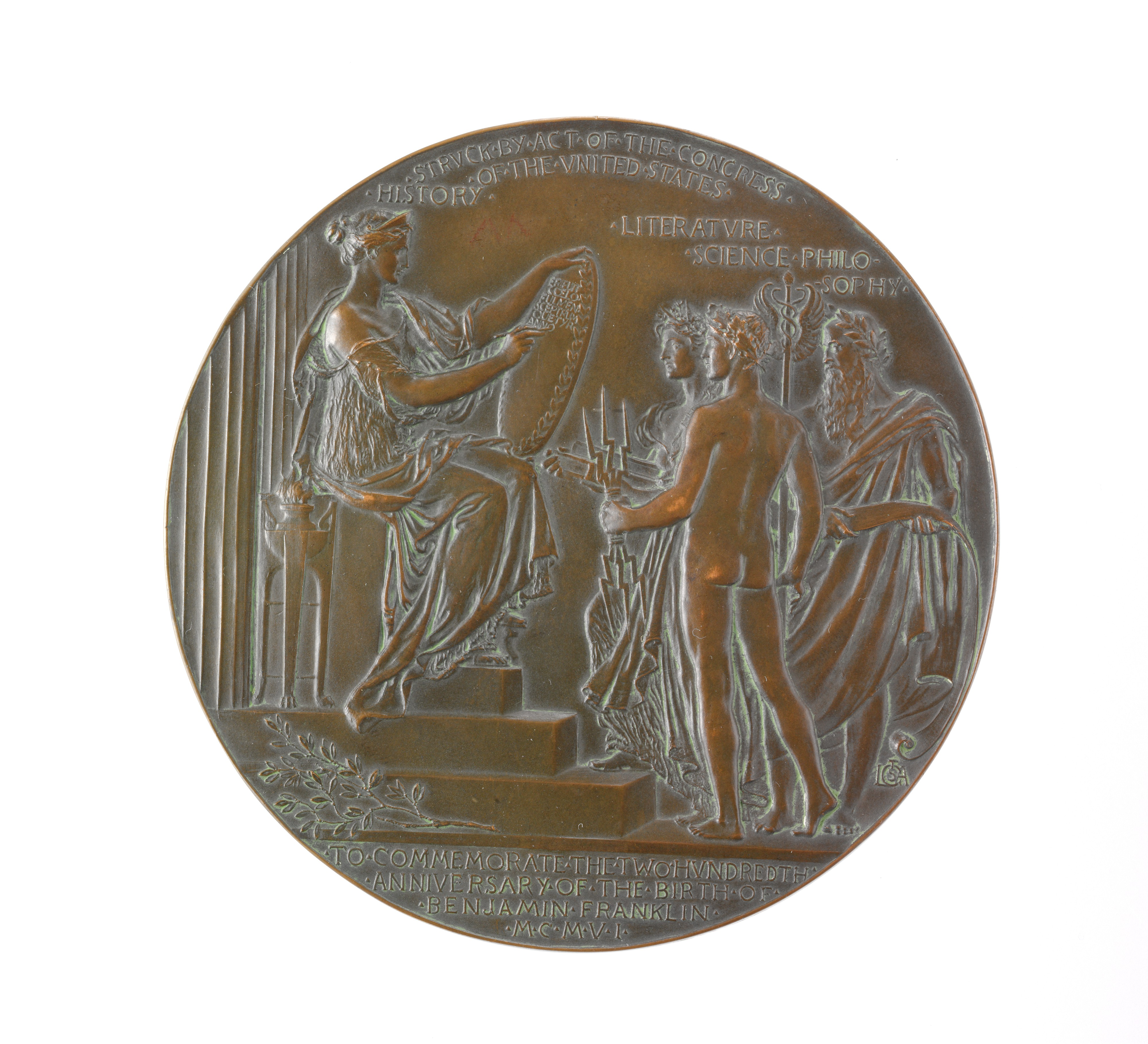
Rückseite der Medaille

Die etwa 10 cm große Medaille wurde von Louis St. Gaudens (1854–1913) und Augustus Saint-Gaudens (1848–1907) gestaltet. Auf der Vorderseite sind in Majuskeln der Schriftzug „Benjamin Franklin“, das Konterfei Franklins und wiederum in Majuskeln die Worte „Printer, Philosopher, Scientist, Statesman, Diplomatist“ (Drucker, Philosoph, Wissenschaftler, Staatsmann, Diplomat) zu sehen. Die Rückseite zeigt eine allegorische Darstellung der Geschichte, die in Gegenwart von Literatur, Wissenschaft und Philosophie ihre Aufzeichnungen macht.

## Geschichte
1906 beschloss der Kongress der Vereinigten Staaten anlässlich der zweihundertsten Wiederkehr des Geburtstags von Benjamin Franklin (neben John Bartram einer der beiden Gründer der American Philosophical Society, damals unter dem Namen Philosophical Society), dem Außenminister der Vereinigten Staaten zu erlauben, eine Medaille zu Franklins Gedächtnis prägen zu lassen. Die Erste Medaille – in Gold – ging auf Anweisung des damaligen US-Präsidenten, Theodore Roosevelt, an die Französische Republik. Der US-Außenminister Elihu Root überreichte sie während einer Feierstunde zum 200. Geburtstag Franklins an den französischen Botschafter, Jean Jules Jusserand.
Weitere 150 Medaillen wurden in Bronze geprägt. Diese Medaillen sollten der US-Präsident und die American Philosophical Society selbst vergeben können. Während dokumentiert ist, dass Marie Curie 1921 eine Medaille als „Erinnerungsstück“ erhielt, als sie anlässlich der Verleihung der John Scott Medal durch die Stadt Philadelphia bei der American Philosophical Society einen kurzen Bericht über ihre piezoelektrische Messung von Radioaktivität abgab, erfolgte die nächste offizielle Vergabe der Medaille erst 1937, an William Lyon Phelps anlässlich seiner Vorlesung über „Truth and Poetry“. Bis 1949 folgten jedes oder jedes zweite Jahr Vergaben an verschiedene Wissenschaftler anlässlich von Festvorlesungen.
Wieder folgte eine dreißigjährige Pause der Vergaben, bevor die Medaille zwischen 1979 und 1983 dreimal an verdiente Funktionäre der American Philosophical Society überreicht wurde. Zwischen 1985 und 1991 war die Benjamin Franklin Medal dann die höchste Auszeichnung der American Philosophical Society auf dem Gebiet der Geistes- und Naturwissenschaften („humanities and sciences“).
Seit 1987 vergibt die American Philosophical Society die Benjamin Franklin Medal for Distinguished Public Service für außergewöhnliche Beiträge zum Gemeinwohl („general welfare“). Seit der Kongress 1993 der American Philosophical Society die Vergabe der Thomas Jefferson Medal für besondere Beiträge auf den Gebieten der Kunst und der Geisteswissenschaften („arts, humanities, and social sciences“) genehmigte, wird die Benjamin Franklin Medal nur noch auf dem Gebiet der (Natur-)Wissenschaften vergeben („sciences“).

## Preisträger

### Benjamin Franklin Medal (1906–1983)
- 1906 Französische Republik
- 1937 William Lyon Phelps
- 1939 Edvard Beneš
- 1940 Edward S. Corwin
- 1941 Hugh S. Taylor
- 1943 James B. Conant
- 1945 Arthur H. Compton
- 1947 Douglas S. Freeman
- 1949 William E. Lingelbach
- 1979 George W. Corner
- 1982 Julia A. Noonan
- 1983 Whitfield J. Bell

### Benjamin Franklin Medal for Distinguished Achievement in the Humanities or Sciences (1985–1991)
- 1985 Charles Brenton Huggins
- 1986 Helen Brooke Taussig
- 1987 Samuel Noah Kramer, Otto Neugebauer
- 1988 Jonathan E. Rhoads, Sune Bergström
- 1989 John Archibald Wheeler
- 1990 James Bennett Pritchard, Britton Chance, Crawford H. Greenewalt
- 1991 Lyman Spitzer

### Benjamin Franklin Medal for Distinguished Public Service (seit 1987)
- 1987 Margaret Thatcher
- 1988 Thomas J. Watson, Jr., Warren Earl Burger
- 1989 Paul Mellon
- 1992 Thurgood Marshall
- 1993 Walter H. Annenberg
- 1994 Linus Pauling
- 1995 William T. Golden
- 1996 Edmund N. Carpenter II
- 1997 William Scranton
- 1998 Alan Greenspan
- 1999 George J. Mitchell
- 2000 Nelson Mandela
- 2002 Mary Robinson
- 2003 Sandra Day O’Connor
- 2004 James D. Wolfensohn (Vergabe 2006)
- 2005 Sam Nunn
- 2006 John Hope Franklin
- 2011 Arlin M. Adams
- 2018 Bryan Stevenson

### Benjamin Franklin Medal for Distinguished Achievement in the Sciences (seit 1993)
- 1993 Ruth Patrick, Barbara McClintock, C. N. Yang, Michael Atiyah, Emily Hartshorne Mudd
- 1995 Ernst Mayr
- 1996 Victor A. McKusick
- 1997 Herman H. Goldstine
- 1998 Edward O. Wilson
- 1999 Frederick C. Robbins, Phillip Allen Sharp
- 2000 William O. Baker
- 2001 Francis H. C. Crick und James D. Watson, Alexander G. Bearn
- 2002 Joshua Lederberg
- 2003 Janet Rowley
- 2004 Steven Weinberg
- 2005 Hans A. Bethe
- 2006 Eric R. Kandel
- 2016 Thomas E. Starzl
- 2018 Mary-Claire King
- 2023 Martine Rothblatt[3]